# Ленгенфелд унтерм Штајн
Ленгенфелд унтерм Штајн (њем. Lengenfeld unterm Stein) општина је у њемачкој савезној држави Тирингија. Једно је од 47 општинских средишта округа Унструт-Хајних. Према процјени из 2010. у општини је живјело 1.269 становника. Посједује регионалну шифру (AGS) 16064042.

## Географски и демографски подаци
Ленгенфелд унтерм Штајн се налази у савезној држави Тирингија у округу Унструт-Хајних. Општина се налази на надморској висини од 260 метара. Површина општине износи 13,3 km². У самом мјесту је, према процјени из 2010. године, живјело 1.269 становника. Просјечна густина становништва износи 95 становника/km².